# Morti nel 1622
| Questa pagina contiene informazioni ricavate automaticamente dalle voci biografiche con l'ausilio del template Bio e di un bot. L'aggiornamento è periodico e automatico e ricostruisce completamente la pagina. Se manca una persona in questa lista, sei pregato di non aggiungerla, ma accertati piuttosto che la sua voce biografica contenga il template Bio e che i dati anagrafici siano correttamente compilati. Se il template Bio manca, inseriscilo tu stesso o, in alternativa, metti l'avviso {{tmp\|Bio}} che ne segnala la mancanza. Se i dati riportati sono sbagliati, correggi direttamente la voce biografica; le modifiche saranno visibili in questa lista entro pochi giorni. Per chiarimenti vedi il progetto biografie. La lista contiene solo le 109 persone che sono citate nell'enciclopedia e per le quali è stato implementato correttamente il template Bio. Pagina aggiornata al 10 lug 2025. |

## Gennaio(6)
- 9 gennaio - Alix Le Clerc, religiosa francese (n. 1576)
- 13 gennaio - Giorgio Raguseo, filosofo, teologo e oratore italiano (n. 1580)
- 22 gennaio - Cesare Ripa, storico dell'arte e scrittore italiano (n. 1555)
- 23 gennaio - William Baffin, navigatore e esploratore inglese (n. 1584)
- 25 gennaio - Carlo Filippo Vasa, principe svedese (n. 1601)
- 26 gennaio - Khusrau Mirza, principe indiano (n. 1587)

## Febbraio(4)
- 11 febbraio - Alfonso Fontanelli, compositore, scrittore e diplomatico italiano (n. 1557)
- 19 febbraio - Frans Pourbus il Giovane, pittore fiammingo (n. 1569)
- 19 febbraio - Henry Savile, matematico e traduttore inglese (n. 1549)
- 23 febbraio - Francesco Branciforte, marchese di Militello, nobile e mecenate italiano (n. 1575)

## Marzo(3)
- 5 marzo - Ranuccio I Farnese, nobile italiano (n. 1569)
- 10 marzo - Georg Braun, cartografo tedesco (n. 1541)
- 31 marzo - Cristovão da Sá, arcivescovo cattolico portoghese

## Aprile(7)
- 6 aprile - Vincenzo Filliucci, gesuita e teologo italiano (n. 1566)
- 13 aprile - Giovannetta di Sayn-Wittgenstein, nobile tedesca (n. 1561)
- 15 aprile - Leandro Bassano, pittore italiano (n. 1557)
- 17 aprile - Richard Hawkins, pirata, navigatore e esploratore inglese (n. 1562)
- 21 aprile - Michelangelo Tonti, cardinale e arcivescovo cattolico italiano (n. 1566)
- 24 aprile - Ludovico Acerbi, magistrato e politico italiano
- 24 aprile - Fedele da Sigmaringen, presbitero e santo tedesco (n. 1577)

## Maggio(9)
- 5 maggio - Álvaro III del Congo, re (n. 1595)
- 10 maggio - Fedele da San Germano, predicatore italiano (n. 1569)
- 15 maggio - Petrus Plancius, astronomo e cartografo fiammingo (n. 1552)
- 17 maggio - Lionello Spada, pittore italiano (n. 1576)
- 19 maggio - Dilaver Pascià, politico e militare ottomano
- 20 maggio - Ohrili Hüseyin Pascià, politico ottomano
- 20 maggio - Osman II, sultano ottomano (n. 1604)
- 23 maggio - Cipriano Campomenoso, mercante italiano
- 29 maggio - Johann Salmuth, teologo e predicatore tedesco (n. 1552)

## Giugno(5)
- 3 giugno - Franceschino Carracci, pittore italiano (n. 1595)
- 13 giugno - Orazio Mattei, vescovo cattolico, diplomatico e nobile italiano (n. 1574)
- 17 giugno - Raffaello Schiaminossi, pittore e incisore italiano (n. 1572)
- 24 giugno - Oda Nagamasu, militare giapponese (n. 1548)
- 30 giugno - Bernardino Cesari, pittore italiano (n. 1571)

## Luglio(1)
- 27 luglio - Tommaso Knyvet, I barone Knyvet, nobile britannico (n. 1545)

## Agosto(9)
- 7 agosto - Hasekura Tsunenaga, militare giapponese (n. 1571)
- 7 agosto - Juan de Arguijo, poeta spagnolo (n. 1567)
- 8 agosto - David de Haen, pittore olandese (n. 1585)
- 10 agosto - Giovanni Battista Viola, pittore italiano (n. 1576)
- 12 agosto - Giovanni Antonio Bovio, vescovo cattolico e teologo italiano (n. 1560)
- 14 agosto - Henri de Gondi, cardinale e vescovo cattolico francese (n. 1572)
- 16 agosto - Ishikawa Akimitsu, militare giapponese (n. 1550)
- 19 agosto - Federico di Sassonia-Weimar, duca e militare tedesco (n. 1596)
- 20 agosto - Raphael Egli, teologo e alchimista svizzero (n. 1559)

## Settembre(7)
- 8 settembre - Galeazzo Sanvitale, arcivescovo cattolico italiano (n. 1566)
- 10 settembre - Carlo Spinola, missionario e presbitero italiano (n. 1564)
- 14 settembre - Muzio II Sforza di Caravaggio, nobile italiano (n. 1576)
- 14 settembre - Alof de Wignacourt, militare francese (n. 1547)
- 15 settembre - Camillo Costanzo, gesuita e missionario italiano (n. 1571)
- 19 settembre - Gerard Herbert, generale inglese
- 29 settembre - Filippo Filonardi, cardinale e vescovo cattolico italiano (n. 1582)

## Ottobre(6)
- 4 ottobre - Francesco Accarigi, giurista italiano (n. 1550)
- 9 ottobre - Giovanni di Schleswig-Holstein-Sonderburg, principe danese (n. 1545)
- 13 ottobre - Francesco di Gonzaga-Nevers, nobile francese (n. 1606)
- 16 ottobre - Giovanni Emo, vescovo cattolico italiano (n. 1565)
- 18 ottobre - Arcangela Paladini, pittrice, cantante e poetessa italiana (n. 1596)
- 19 ottobre - Pedro Fernández de Castro, politico spagnolo (n. 1560)

## Novembre(5)
- 1º novembre - Pietro Paolo Navarro, religioso italiano (n. 1560)
- 17 novembre - Luigi Battista Baccarini, abate italiano
- 25 novembre - Giovanni Dolfin, politico e cardinale italiano (n. 1545)
- 29 novembre - Marzio Andreuzzi, vescovo cattolico italiano (n. 1557)
- 30 novembre - Squanto, nativo americano

## Dicembre(13)
- 7 dicembre - Sofia di Brandeburgo, tedesca (n. 1568)
- 8 dicembre - Valentin Schmalz, teologo tedesco (n. 1572)
- 12 dicembre - Bartolomeo Manfredi, pittore italiano (n. 1582)
- 20 dicembre - Giovanni Severini, arcivescovo cattolico italiano
- 21 dicembre - Giuseppe Buonfiglio, militare e storico italiano (n. 1547)
- 22 dicembre - Ermolao II Barbaro, patriarca cattolico italiano (n. 1548)
- 22 dicembre - Giulio Cesare Cortese, poeta italiano (n. 1575)
- 23 dicembre - Redento Baranzano, presbitero, astronomo e scrittore italiano (n. 1590)
- 25 dicembre - Pjetër Budi, presbitero e scrittore albanese (n. 1566)
- 26 dicembre - Melchior Adam, scrittore tedesco
- 28 dicembre - Francesco di Sales, vescovo cattolico francese (n. 1567)
- 29 dicembre - Silla Longhi, scultore italiano
- 31 dicembre - Filippo Cluverio, storico e geografo tedesco (n. 1580)

## Senza giorno specificato(34)
- Apollonia di Nagasaki, beata giapponese
- Ambrogio Buonvicino, scultore italiano (n. 1552)
- Cipriano di Suzdal', religioso e santo russo
- Wendel Dietrich, intagliatore, ebanista e architetto tedesco (n. 1535)
- Dionisio di Zante, vescovo ortodosso greco (n. 1547)
- Diofebo Farnese, patriarca cattolico italiano
- Denis Godefroy, giurista francese (n. 1549)
- Giovanni Battista Grillo, organista e compositore italiano
- Giulio Iasolino, anatomista e idrologo italiano (n. 1538)
- Giovanni Giacomo Imperiale Tartaro, doge (n. 1554)
- Francesco d'Isa, drammaturgo italiano (n. 1572)
- Kyōgoku Takatomo, militare giapponese (n. 1572)
- William Leighton, compositore e editore inglese
- Cesare Lippi, vescovo cattolico italiano (n. 1556)
- Michael Maier, medico, alchimista e musicista tedesco (n. 1568)
- Claudio Mangerio, gesuita italiano (n. 1590)
- Michelangelo Naccherino, scultore e architetto italiano (n. 1550)
- Ercole Negro di Sanfront, architetto e generale italiano (n. 1541)
- Isidoro Pentorio, vescovo cattolico italiano (n. 1568)
- Pedro Páez, gesuita e missionario spagnolo (n. 1564)
- John Rolfe, agricoltore inglese
- Raffaello Rontani, compositore italiano
- Rosato Rosati, architetto italiano (n. 1559)
- Salvatore Sacchi, compositore italiano (n. 1572)
- Satomi Tadayoshi, militare giapponese (n. 1594)
- Franz Schott, giurista e viaggiatore fiammingo (n. 1548)
- Peter Sengelaub, pittore e architetto tedesco
- Pietro Sorri, pittore italiano (n. 1556)
- Scipione Stella, compositore italiano
- Vespasiano Strada, pittore e incisore italiano
- Upagnuvarat, sovrano laotiano (n. 1597)
- Rodrigo de Villandrando, pittore spagnolo (n. 1580)
- Voravongse II, sovrano laotiano (n. 1585)
- Prokopij Čirin, pittore russo